# 明徳
明徳（、旧字体：明󠄁德）は、日本の元号の一つ。元中・康応の後、応永の前。1390年から1394年までの期間を指す。この時代の天皇は、北朝方が後小松天皇。南朝方が後亀山天皇。室町幕府将軍は足利義満。
足利義満は、土岐康行の乱や2年の山名氏を挑発して蜂起させた明徳の乱、さらに応永期の応永の乱で有力守護大名を討伐して将軍権力を固めていく。1392年（元中9年/明徳3年）には北朝が南朝の持つ三種の神器を接収し、後亀山天皇が譲位して南北朝合一（明徳の和約）が成し遂げられ、元号も明徳に統一された。
康暦の政変で失脚した後に幕政に復帰した細川頼之は明徳の乱でも戦い3年に没しており、弟の細川頼元が管領に就任している。4年には斯波義将が管領に就任しており、幕府の将軍を頂点とする三管領体制が整いつつある時期である。

## 改元
- 康応2年3月26日（ユリウス暦1390年4月12日） 天変・兵革により改元
- 元中9年/明徳3年閏10月5日（ユリウス暦1392年11月19日） 後亀山天皇譲位により元中の元号を廃する
- 明徳5年7月5日（ユリウス暦1394年8月2日） 応永に改元

## 明徳期におきた出来事
元年（1390年）
- 3月、将軍足利義満が山名氏清、山名満幸に命じて但馬国で一族の山名時熙・山名氏幸らを討たせる。
- 3月、土岐康行の乱、土岐氏の乱
- 9月、九州で今川貞世（了俊）が肥後国宇土、河尻で南朝の良成親王を奉じた菊池武朝らを撃破する。

2年（1391年）
- 4月、細川頼元が管領に任命される。頼元の兄で前管領の細川頼之が上洛する。
- 9月、将軍義満が春日大社や東大寺、興福寺などの寺社を参詣する。
- 11月、義満が山名満幸らを京都から追放し、満幸は叔父の山名氏清らと反乱を計画する。
- 12月、山名満幸、山名氏清らが挙兵する明徳の乱が起り、氏清らが敗北して戦死する。
- 陸奥国、出羽国の2カ国が鎌倉府の管轄となる。

3年（1392年）
- 1月、明徳の乱の戦後処理で山名氏の守護国を分配する。
- 2月、大内義弘を仲介とした南朝との講和が行われる。
- 7月、朝鮮で李成桂が王位に就き、李氏朝鮮が成立。
- 10月、後亀山天皇が譲位し、北朝が三種の神器を接収して南北朝合一が成立する（明徳の和約）。

4年（1393年）
- 6月、斯波義将が管領に就任する。

### 死去
- 2年11月、山名氏清（享年48）
- 3年3月、細川頼之（室町幕府管領。享年64）
- 4年4月、後円融天皇（享年36）

## 西暦との対照表
※は小の月を示す。
| 明徳元年（庚午） | 一月      | 二月  | 三月※ | 閏三月※ | 四月  | 五月※ | 六月※ | 七月  | 八月※ | 九月  | 十月※   | 十一月   | 十二月    |
| 元中七年         | 一月      | 二月  | 三月※ | 閏三月※ | 四月  | 五月※ | 六月※ | 七月  | 八月※ | 九月  | 十月※   | 十一月   | 十二月    |
| ---------------- | --------- | ----- | ----- | ------- | ----- | ----- | ----- | ----- | ----- | ----- | ------- | -------- | --------- |
| ユリウス暦       | 1390/1/17 | 2/16  | 3/18  | 4/16    | 5/15  | 6/14  | 7/13  | 8/11  | 9/10  | 10/9  | 11/8    | 12/7     | 1391/1/6  |
| 明徳二年（辛未） | 一月      | 二月※ | 三月  | 四月※   | 五月  | 六月※ | 七月※ | 八月  | 九月※ | 十月  | 十一月※ | 十二月   |           |
| 元中八年         | 一月      | 二月※ | 三月  | 四月※   | 五月  | 六月※ | 七月※ | 八月  | 九月※ | 十月  | 十一月※ | 十二月   |           |
| ユリウス暦       | 1391/2/5  | 3/7   | 4/5   | 5/5     | 6/3   | 7/3   | 8/1   | 8/30  | 9/29  | 10/28 | 11/27   | 12/26    |           |
| 明徳三年（壬申） | 一月      | 二月※ | 三月  | 四月    | 五月※ | 六月  | 七月※ | 八月※ | 九月  | 十月※ | 閏十月※ | 十一月   | 十二月    |
| 元中九年         | 一月      | 二月※ | 三月  | 四月    | 五月※ | 六月  | 七月※ | 八月※ | 九月  | 十月※ | 閏十月※ | 十一月   | 十二月    |
| ユリウス暦       | 1392/1/25 | 2/24  | 3/24  | 4/23    | 5/23  | 6/21  | 7/21  | 8/19  | 9/17  | 10/17 | 11/15   | 12/14    | 1393/1/13 |
| 明徳四年（癸酉） | 一月※     | 二月  | 三月  | 四月※   | 五月  | 六月※ | 七月  | 八月※ | 九月  | 十月※ | 十一月  | 十二月※  |           |
| ユリウス暦       | 1393/2/12 | 3/13  | 4/12  | 5/12    | 6/10  | 7/10  | 8/8   | 9/7   | 10/6  | 11/5  | 12/4    | 1394/1/3 |           |
| 明徳五年（甲戌） | 一月      | 二月※ | 三月  | 四月※   | 五月  | 六月  | 七月※ | 八月  | 九月※ | 十月  | 十一月※ | 十二月   |           |
| ユリウス暦       | 1394/2/1  | 3/3   | 4/1   | 5/1     | 5/30  | 6/29  | 7/29  | 8/27  | 9/26  | 10/25 | 11/24   | 12/23    |           |